# Митчелл, Джеймс (австралийский политик)
Джеймс Ми́тчелл (англ. James-Mitchell; 27 апреля 1866, Западная Австралия — 26 июля 1951, Glen Mervyn) — австралийский политический деятель, губернатор Западной Австралии.

## Биография
Митчелл был первым местным уроженцем, ставшим губернатором Западной Австралии, и единственным, занимавшим пост и премьера Западной Австралии, и губернатора.
В 1924 году в его честь был назван национальный парк в Западной Австралии — «Сир-Джеймс-Митчелл», существующий и поныне.